# 시노노메촌 (야마나시현)
시노노메촌(東雲村)은 일본 야마나시현 히가시야마나시군에 있던 촌이다. 현재의 고슈시의 남서부에 해당한다.

## 역사
- 1941년 1월 1일 - 오사데촌, 야마촌, 규소쿠촌, 와타즈카촌이 합병해 성립하였다.
- 1954년 4월 5일 - 가쓰누마정, 하시야마촌, 히가시야쓰시로군 이와이촌과 합병해, 새로운 가쓰누마정이 성립하여 동일 시노노메촌은 폐지되었다.

## 참고문헌
- 角川日本地名大辞典 19 山梨県